# Rättsentomologi
Rättsentomologi, även forensisk entomologi, är när information från analys av entomologiskt material, det vill säga insekter, används i ett rättsfall. Vanligast är att man använder rättsentomologi som ett komplement till klassisk rättsmedicin för att fastställa hur länge en människa varit död. En död kropp utgör en näringskälla och koloniseras av insekter om de yttre omständigheterna tillåter (temperatur, tillgänglighet och så vidare).
Vanligen anländer spyflugor (Diptera: Calliphoridae) först till en kropp. De lägger sina ägg i kroppsöppningar, framför allt i ansiktet, eller i öppna sår. Fluglarverna lever på ruttnande organiskt material, till exempel kadaver och de gör ingen skillnad på djur- och människokadaver. Det är dessa fluglarver som kallas för "likmaskar".
Varje insektsart som förekommer på kadaver har vid en given temperatur en given utvecklingstid från ägg till imago (vuxen). Genom att fastställa hur gammal en fluglarv är genom att till exempel mäta den kan man avgöra hur länge kroppen har varit tillgänglig för insekterna. Ofta antar man att dödsfallet inträffade i samband med att kroppen blev tillgänglig, men det är polisens, inte rättsentomologens, sak att avgöra det.
Om kroppen har legat en längre tid får man istället titta på vilket successionsstadium insektsfaunan befinner sig i. Olika arter föredrar olika förruttnelsestadier och anländer till kroppen efter olika lång tid, en del arter inte förrän kroppen nästan är skeletterad. Ostflugor (Piophilidae) är en benämning på en flugfamilj som gärna kommer på kadaver efter några månader. Insekterna spelar en stor och viktig roll vid nedbrytningen av kadaver, en process som studeras inom rättstafonomin.
Rättsentomologi kan naturligtvis också tillämpas på misstänkta vanvårdsfall, både av människor och djur, där det förekommer fluglarver i sår.